# Che: The Argentine
Che: The Argentine és la primera part de la pel·lícula Che, dirigida l'any 2008 per Steven Soderbergh. Al Festival de Canes de l'any 2008 Benicio del Toro va ser proclamat millor actor per la seva interpretació del Che.

## Argument
Després de la revolució cubana, el Che Guevara pronuncia un discurs a les Nacions Unides i reafirma el seu compromís amb la lluita del Tercer Món contra l'imperialisme dels Estats Units. Més que un soldat, el Che és una figura glamurosa en l'escenari mundial. De sobte, el Che desapareix, com si s'hagués esborrat.
El Che reapareix d'incògnit a Bolívia, irrecognoscible i operant des de les ombres. Organitza un petit grup de camarades cubans i reclutes bolivians per començar la gran Revolució Llatinoamericana. La campanya boliviana del Che és una història de tenacitat, sacrifici, idealisme i lluita de la guerrilla que finalment fracassa i el condueix fins a la seva mort.

## Repartiment

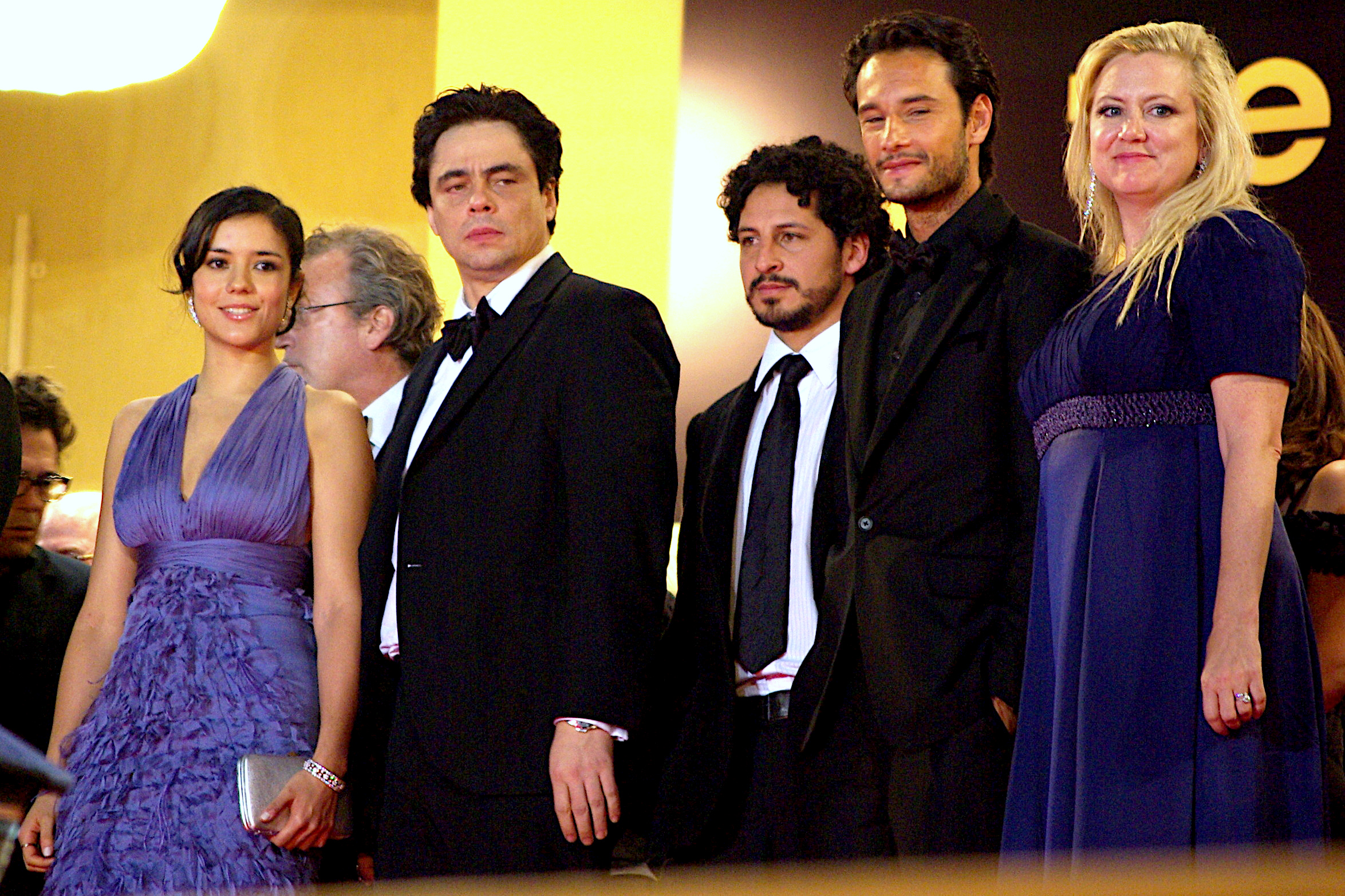
L'equip del film al Festival de Canes del 2008

- Benicio del Toro: Ernesto "Che" Guevara
- Demian Bichir: Fidel Castro
- Santiago Cabrera: Camilo Cienfuegos
- Elvira Minguez: Celia Sánchez
- Jorge Perugorria: Joaquin
- Edgar Ramirez: Ciro Redondo
- Victor Rasuk: Rogelio Acevedo
- Armando Riesco: Benigno
- Catalina Sandino Moreno: Aleida Guevara
- Rodrigo Santoro: Raúl Castro
- Unax Ugalde: Little Cowboy
- Yul Vazquez: Alejandro Ramirez
- Julia Ormond: Lisa Howard

## Anàlisi
Guanyador el 1989 de la Palma d'Or amb Sexe, mentides i cintes de vídeo, Steven Soderbergh ve combinant -amb els seus còmplices George Clooney, Brad Pitt i d'altres- productes comercials com la sèrie Ocean's Eleven amb obres més compromeses com aquesta.	
Che és una pel·lícula que intenta ajustar-se a la veritat d'uns fets mitificats, que adopta un to gairebé documental i que troba amb Benicio del Toro un intèrpret privilegiat. La seva composició del personatge, els seus atacs d'asma i una escrupolosa dicció en la qual preval l'accent argentí sobre el cubà revelen la tenacitat amb què va preparar el seu personatge.

## Al voltant de la pel·lícula
- La pel·lícula ha estat presentada íntegrament, o sigui 4 h 15, al Festival de Cannes el 21 de maig de 2008.
- Quan Benicio del Toro va obtenir el Premi d'interpretació masculina a Canes, va saludar la memòria de Che Guevara i ho va fer aplaudir pel públic.
- La pel·lícula és basada en el llibre Records de la guerra revolucionària de Che Guevara.
- El director de fotografia de la pel·lícula es diu Peter Andrews. Es tracta de Steven Soderbergh, que recorre sovint a aquest pseudònim en els crèdits.
- Steven Soderbergh i Benicio del Toro ja s'havien trobat el 2001 a Traffic, on havien rebut respectivament els Oscars al millor director i al millor actor en un segon paper.
- Soderbergh ha volgut des del començament del projecte rodar la pel·lícula completament amb llum natural. Ha utilitzat per això la càmera Red, un nou prototip de càmera digital d'altes prestacions. Gràcies a la seva lleugeresa (4,5 kg), la càmera ha pogut ser manejada molt fàcilment i ha ofert grans llibertats a l'equip.
- En una escena, un revolucionari cubà intenta destruir un edifici amb el llançacoets però fall el seu blanc. El Che pren el seu lloc i destrueix l'edifici d'un cop. En principi, havia de fallar el seu blanc al primer tir, però la llum natural anava de baixa i l'equip va decidir abreviar aquesta escena i destruir l'edifici d'un cop.[2]
- Aquesta primera part és filmada en Cinemascope (o sigui una ràtio de 2,35:1), mentre que la 2a part és rodada en panoràmica (1,85:1). Soderbergh explica aquesta tria, ja que volia que la primera part ensenyés una gran victòria, més èpica, amb una imatge més ampla, mentre que desitjava que la segona part tingués un aspecte més documental, menys refinat, etc.